# آهسته‌روئک
آهسته‌روک (نام علمی: Pseudopotto martini) نام یک گونه از تیره چشم‌گردان است.